# НСУ
NSU Motorenwerke (или само NSU) е германска компания, основана през 1873 г., произвеждала автомобили и мотоциклети. През 1969 г. е купена от концерна Volkswagen Group. Била е най-големият производител на мотоциклети. По-късно е обединена от собственика с компанията Auto Union, която след известно време става част от Audi AG. Името NSU, което се използва като търговска марка от 1892 г., е съкращение от името на града Некарзулм, което от своя страна произлиза от двете реки Некар и Зулм, които се сливат тук.

## История
Компанията започва своето съществуване през 1873 г. с производството на плетачни машини, започнато от Кристиан Шмит, технически проницателен предприемач, в град Ридлинген на Дунав. През 1884 г. производството е преместено в Некарзулм. Скоро започва производството на велосипеди и от 1892 г. те стават единственият продукт на компанията, която по това време получава името си – NSU.
В самото начало на XX век, през 1901 г., компанията произвежда първия мотоциклет, а през 1905 г. – първата кола NSU, сглобена във филиал в град Хайлброн. По време на Първата световна война компанията произвежда мотоциклети и камиони за Германската армия. През 1932 г. производството на автомобили е продадено на италианската компания FIAT.
По време на Втората световна война NSU разработва и пуска на пазара оригиналния мотоциклет за всички терени Kettenkrad, предназначен за военно използване.
След войната компанията продължава да произвежда предвоенни модели мотоциклети – такива модели като Quick, OSL и Konsul, както и цивилната версия на Kettenkrad HK101.
Първата следвоенна разработка е NSU Fox (1949), с избор между двутактови или четиритактови двигатели. През 1953 г. се появява известният мотоциклет NSU Max с 250-кубиков двигател с оригинален дизайн.
През 1955 г. компанията вече е станала най-големият производител на мотоциклети в света, а нейните мотоциклети поставят четири световни рекорда за скорост – през 1951, 1953, 1954 и 1955 г. През август 1956 г. мотоциклет NSU, управляван от Вилхелм Херц, за първи път постига над 320 km/h на пресъхналото солено езеро Боневил в Юта, САЩ.
В допълнение към производството на мотоциклети, през 1957 г. компанията произвежда първия си автомобил след продажбата на клона в Хайлброн на FIAT. Това е микроавтомобил със задно разположен двигател NSU Prinz с двигател 600 cm³, 20 hp, базиран на мотоциклета NSU Max. Малките евтини автомобили са много търсени в цяла Европа през онези години и Prinz не е изключение. През следващите години производството на автомобили започва постепенно да заменя мотоциклетите, докато накрая производството на мотоциклети не спира през 1968 г. Последният произведен мотоциклет на NSU е Quick 50.
През 1964 г. NSU пуска на пазара първата в света кола с роторен Ванкелов двигател – NSU Spider. Производството на модели с традиционни двигатели продължава, включително новия Prinz 1000 и неговите модификации като TT, TT/S.
През 1965 г. компанията пуска първия си „семеен“ клас автомобил Typ 110 (по-късно означен като 1200SC) с по-просторен интериор. Това е последният модел на марката NSU с бутален двигател – четиритактов, четирицилиндров, с въздушно охлаждане.
През 1967 г. е пуснат уникалния модел NSU Ro 80 с двуроторен двигател на Ванкел с мощност 115 hp. Това е голям успех по отношение на технологиите и Ro 80 печели множество награди, включително титлата „Автомобил на 1968 г. в Европа“. Колата обаче се продава зле. В допълнение, ресурсът на ротационните двигатели се оказа много малък – повечето от тях се износват до 50 хил. километра, което значително навредява на репутацията както на модела, така и на марката като цяло.
Оставайки като цяло сравнително малка компания, NSU влага много средства за разработването на ротационни двигатели. Търговският провал означава колапс за компанията.
През 1969 г. компанията е купена от Volkswagen Group и се слива с бившия DKW, също собственост на Volkswagen. Заедно те са наречени Audi NSU Auto-Union A.G. Съвместното им производство е под марката Audi, но паралелно продължава производството на техните собствени модели NSU – Prinz IV, 1000 и 1200 със задно разположен двигател се произвеждат до 1973 г., а Ro 80 – до 1977 г. След 1977 г. NSU марката никога не е използвана.
Заводът в Некарзулм произвежда моделите Audi 100 и Audi 200, сглобява Porsche 924 и Porsche 944, разработени съвместно от VW и Porsche. Днес произвежда модели на Audi от най-високата ценова категория – Audi A6, Audi A8, Audi R8.
Именно в Некарзулм подразделението Aluminium- und Leichtbauzentrum разработва и произвежда алуминиева каросерия за автомобили Audi. Там се намира и музеят „Deutsches Zweirad- und NSU-Museum“, където са изложени модели и на NSU.
В момента акциите на компанията Audi се котират на Франкфуртската фондова борса под код NSU.

## Следвоенни автомобили на NSU
- NSU Prinz I, II, 30 и III (1957 – 1962)
- NSU Sport Prinz (1959 – 1967)
- NSU Prinz 4, 4L (1961 – 1972)
- NSU Prinz 1000, NSU 1000 (1964 – 1972)
- NSU 1000 TT, NSU TTS (1965 – 1972)
- NSU Typ 110, NSU 1200 (1965 – 1972)
- NSU Spider (1964 – 1967)
- NSU Ro 80 (1967 – 1977)
- NSU K70, серийно произвеждан като Volkswagen K70 (1970 – 1975)